# ریزسهرگان
ریزسهرگان، سهرگان ریز یا سهرگان رنگین (نام علمی: Estrildidae) نام یک تیره از راسته گنجشک‌سانان است.